# Radu Gabrea
Radu Bartolomeu Gabrea (Bucarest, 20 de junio de 1937 - 9 de febrero de 2017) fue un director y guionista rumano con lengua materna alemana. Entre 1974 y 1997 vivió en Alemania . Fue profesor asociado de dirección y edición en la Academia de Teatro y Cine de Bucarest y crítico de cine en varios periódicos. Ha dirigido más de 25 películas artísticas y documentales en una carrera de más de 45 años. Abordó,tras su regreso a Rumanía temas históricos menos conocidos o "sistemáticamente distorsionados", que en su opinión deben ser desmitificados con la ayuda de la investigación documental. Sus películas a menudo tocan temas de minorías judías, sajones o suabos en diferentes épocas del siglo pasado. 

## Estudiante
Después de graduarse de la preparatoria Spiru Haret, se matriculó en el Institutul de Construcții din București(Instituto de Construcciones de Bucarest) . Mientras cursaba su segundo año fue arrestado por 9 meses y medio porque un colega lo invitó a una manifestación de solidaridad con la Revolución Húngara de 1956, la cual nunca pudo llevarse a cabo. Fue arrestado el 12 de noviembre de 1956 y juzgado en el grupo " Mitroi ", compuesto principalmente por estudiantes de la Facultad de Derecho . Por la oración Nr. 534 del 19 de abril de 1957 del Tribunal Militar de Bucarest, siendo liberado el 28 de mayo de 1957. [cita requerida]
Después de su liberación, fue readmitido en la Facultad de Construcción, que completó con un diploma de ingeniero de construcción civil e industrial. Luego trabajó durante dos años en un sitio de construcción cerca de Târgu Mureș antes de regresar a Bucarest en diseño. 
Más tarde se matriculó en el Instituto de Arte Teatral y Cinematográfico de Bucarest, el director de la sección de cine, que se graduó en 1968.

## Actividad artística
Radu Gabrea debutó en 1969 con el largometraje "Demasiado pequeño para una guerra tan grande". La película, realizada a partir del guion de D.R. Popescu,, fue premiada en el Festival de Locarno en 1970. 
En 1970, año en el que permaneció 6 meses en París, realizó su primera serie de televisión en Rumania: " Mirando ". 
Su siguiente película, " Beyond the Sands ", realizada en 1973, fue detenida por orden de Nicolae Ceausescu . Tras este conflicto y debido a los intentos de censura, Radu Gabrea emigró a Alemania, el país de origen de su madre. [cita requerida]   . 
Su trabajo doctoral (1984) en comunicaciones sociales en la Universidad de Louvain-la-Neuve (Bélgica) se tituló " Werner Herzog y el místico del Rin". 
Después de dirigir varias películas en Alemania, regresó en 1994 a las pantallas rumanas con la coproducción Rosenemil - Un amor trágico . En 1997, regresa definitivamente a Rumanía y se convierte en el primer presidente de la Oficina Nacional de Cine, cargo que ocupó hasta 1999.
Fue profesor de dirección y edición en la Academia de Teatro y Cine de Bucarest y crítico de cine para varios periódicos. 
En 2002, fue galardonado con la Orden Nacional "Servicio Fiel" en el rango de Caballero, de la Presidencia rumana. 

Gabrea declaró en una entrevista en 2009 sobre su última película en el momento " <i id="mwVg">Gruber's Journey</i> ": 
 " Como director en formación mi modelo fue Andrzej Wajda . "Ash and diamond" sigue siendo mi hito esencial en la historia de las películas. De aquí mi interés por la conexión entre el individuo y la historia en todas, repito, en casi todas mis películas. De aquí mi interés por un determinado período de la historia de Rumanía, por las verdades ocultas y sistemáticamente deformadas. El Pogrom de Iasi es un modelo ejemplar de este caso ” . 
 A partir de 2011, organiza el " Festival de Cine Centro europeo de Europa Central (MeCEFF) ", que se convierte en un festival anual. Fue miembro fundador de la Fundación "Filmul românesc". 

Luego continúa dirigiendo su último documental " <i id="mwYQ">La emperatriz roja - La vida y las aventuras de Ana Pauker</i> " que se estrenó en junio de 2016. En la invitación para el estreno, el Sr. Gabrea declara: 
 “ El período del comunismo en Rumanía, una consecuencia directa de la ocupación soviética, sigue siendo una época muy poco estudiada de la historia contemporánea de Rumanía. Y, como siempre en esos casos, los mitos y leyendas, muchos de los resultados de las insistencias de propaganda de un color u otro, reemplazan los datos históricos reales. El caso de Ana Pauker es un caso típico a este respecto ". 
 " En línea con mi interés permanente en descubrir las falsificaciones de la historia contemporánea de Rumanía, consideré que el regreso al primer plano de la verdadera biografía de Anna Pauker es más que necesario". 
 Radu Gabrea falleció el jueves 9 de febrero de 2017 debido a problemas del corazón. El ataúd fue depositado en el Teatro Nottara para un tributo final, el funeral con honores militares tuvo lugar en el cementerio ortodoxo de Bellu en Bucarest.

## Familia
Sus padres fueron Joseph (profesor universitario) y Maria (maestra). Tenía dos hermanos: Șerban (artista plástico) y Florin (arquitecto, escritor, diseñador de cine). A su muerte estaba casado con la actriz Victoria Cociaș a quien conoció en 1994 en la película " Rosenemil - Un amor trágico ". Tenía una hija llamada Maria-Magdalena Schubert, con quien escribió algunos guiones para sus documentales, y tres nietos. 

## Filmografía (director)
| 1969 | Prea mic pentru un război atât de mare                                              |
| 1970 | Amintiri bucureștene                                                                |
| 1971 | Urmărirea                                                                           |
| 1974 | Dincolo de nisipuri Un august în flăcări                                            |
| 1981 | Nu te teme, Jacob!                                                                  |
| 1984 | Un bărbat ca Eva                                                                    |
| 1988 | Ein Unding der Liebe                                                                |
| 1989 | The Secret of the Ice Cave                                                          |
| 1991 | Ins Blaue/Calatorie surpriză                                                        |
| 1993 | Rosenemil - O tragică iubire                                                        |
| 1994 | Conferință la nivel înalt                                                           |
| 2000 | Struma                                                                              |
| 2002 | Noro                                                                                |
| 2004 | Moștenirea lui Goldfaden                                                            |
| 2005 | Itzik Manger                                                                        |
| 2006 | Rumenye! Rumenye! 1000 de fețe în 7 decade                                          |
| 2008 | Cocoșul decapitat Călătoria lui Gruber Rumenye! Rumenye! II: Căutându-l pe Schwartz |
| 2010 | Barașeum, Barașeum - Și s-au dus ca vântul...                                       |
| 2011 | Mănuși roșii, Două lumi în muzică                                                   |
| 2012 | Evrei de vânzare                                                                    |
| 2013 | Trei zile până la Crăciun                                                           |
| 2014 | O poveste de dragoste, Lindenfeld                                                   |
| 2016 | Impărăteasa roșie - Viața și aventurile Anei Pauker                                 |

## Filmografía (guionista)
| 1981 | „Nu te teme, Jacob!” (Fürchte dich nicht, Jakob)               |
| 1984 | Un bărbat ca Eva (Ein Mann wie EVA)                            |
| 1988 | Nonni und Manni (TV Series                                     |
| 1991 | Ins Blaue                                                      |
| 1993 | Rosenemil - O tragică iubire                                   |
| 2002 | Noro                                                           |
| 2004 | Moștenirea lui Goldfaden: originile teatrului idiș             |
| 2006 | Romania! Romania!                                              |
| 2008 | Cocoșul decapitat Romania! Romania! II: Cautandu-l pe Schwartz |
| 2011 | Mănuși roșii                                                   |
| 2016 | Împărăteasa roșie - Viața și aventurile Anei Pauker            |

## Director de teatro
- Maria Callas - La Divina (2012), espectáculo multimedia después de la "Master Class" de Terrence Mcnally

## Premios y distinciones
- La Orden Nacional "El Servicio Fiel" en el rango de Caballero, del Presidente de Rumanía ,
- Orden de la Cruz del Caballero de la Orden del Mérito de la República Federal de Alemania (2011)[11]